# بطولة العالم للدراجات على المضمار 1986
بطولة العالم للدراجات على المضمار 1986 هي الدورة ال83 من بطولة العالم للدراجات على المضمار، أجريت في كولورادو سبرينغس (كولورادو)، الولايات المتحدة.

## النتائج النهائية
| المسابقة                              | ذهبية                              | فضية                         | برونزية                  |
| ------------------------------------- | ---------------------------------- | ---------------------------- | ------------------------ |
| الرجال                                |                                    |                              |                          |
| السرعة الفردية                        | كويتشي ناكانو (JPN)                | هيديوكي ماتسوي (JPN)         | Noboyuki Tawara (JPN)    |
| سباق المطاردة الفردية                 | توني دويل (دراج) (المملكة المتحدة) | هانز هنريك أورستد (الدنمارك) | Jesper Worre (الدنمارك)  |
| سباق مطاردة الدراجة النارية للهواة    | ماريو جنتيلي (ITA)                 | Luigi Bieli (ITA)            | Roland Königshofer (AUT) |
| سباق مطاردة الدراجة النارية للمحترفين | Bruno Vicino (ITA)                 | Stan Tourné (BEL)            | Giovanni Renosto (ITA)   |
| الكيرين                               | ميشال فارتين (BEL)                 | Dieter Giebken (FRG)         | Urs Freuler (SUI)        |
| سباق النقاط                           | Urs Freuler (SUI)                  | ميشال فارتين (BEL)           | Stefano Allocchio (ITA)  |
| السيدات                               |                                    |                              |                          |
| السرعة الفردية                        | كريستا لدينج-روثنبور (GDR)         | Erika Salumäe (URS)          | كوني باراسكفين (USA)     |
| سباق المطاردة الفردية                 | جيني لونغو (FRA)                   | ريبيكا تويج (USA)            | باربرا غانز (SUI)        |